# Nicole Reinhardt
Pour les articles homonymes, voir Reinhardt.
Nicole Reinhardt, née le 2 janvier 1986 à Lampertheim, est une kayakiste allemande pratiquant la course en ligne.
Aux Jeux olympiques de Pékin, elle remporte la médaille d'or en K4 500 m avec Fanny Fischer, Katrin Wagner-Augustin et Conny Wassmuth et termine 4e avec Fanny Fischer, en K2 500 m.
Elle s'est fait connaître, en dehors de ses titres sportifs, en posant nue pour Playboy avec pour seul attribut son kayak et ses rames.